# Kaple na Mravenčím vrchu
Kaple na Mravenčím vrchu byla jednou ze sakrálních staveb Chlumce u Ústí nad Labem a někdejší kaplí chlumecké farnosti.

## Historie
Od raného středověku vedla přes Chlumec tzv. lužická stezka ze sousedního Saska. Podél ní se nacházelo hned několik kaplí. V samotném Chlumci se vedle kaple Panny Marie Bolestné jednalo o dnes již neexistují kapli neznámého zasvěcení v horách nad Stradovem. Přesná lokalizace není doposud známa, nejčastěji je zmiňována jako "kaple na Mravenčím vrchu", dle dobových map se ovšem předpokládá, že její poloha se nacházela spíše jihozápadním směrem na sousedním Stradovském vrchu. Nejpravděpodobnější poloha je předpokládána na paloučku u současného ústění vodárny. O kapli se nedochovaly žádné bližší záznamy a neznáme tak nejen její podobu, zasvěcení, ale ani přesné datum jejího zániku. Jiří Souček ve své knize uvádí 60. léta 20. století, což je ale nepravděpodobný údaj a kaple spíše zanikla už ve čtyřicátých letech.

## Architektura
Jednalo se o výklenkovou stavbu z 19. století. 

## Bohoslužby
Bohoslužby v kapli již nelze sloužit.